# Maserati Ghibli (2013)
Den här artikeln handlar om den nutida bilen. För andra Maserati-modeller med samma namn, se Maserati Ghibli och Maserati Ghibli II.
Maserati Ghibli är en personbil som tillverkades av den italienska biltillverkaren Maserati mellan 2013 och 2024.

## Maserati Ghibli
På bilsalongen i Shanghai i maj 2013 introducerade Maserati en sedan-modell med det klassiska modellnamnet Ghibli. Bilen har en treliters V6-motor med turbo i två utföranden. Den starkare S-versionen säljs även med fyrhjulsdrift. Ghibli blir även den första Maserati som erbjuds med dieselmotor.
Consumer Reports utsåg denna bil till årets sämsta bil i klassen "Luxury Midsized Sedan" under 2017, vilket bland annat baserades på dålig bränsleekonomi, trångt baksäte, och billiga strömbrytare.
Versioner:
| Modell        | Motor               | Cylindervolym | Effekt     | Bränslesystem                      |
| ------------- | ------------------- | ------------- | ---------- | ---------------------------------- |
| Ghibli Hybrid | 4-cyl radmotor DOHC | 1998 cm³      | 330 hk     | Direktinsprutning, turbo + elmotor |
| Ghibli Diesel | 6-cyl V-motor DOHC  | 2987 cm³      | 250-275 hk | Common rail turbodiesel            |
| Ghibli        | 6-cyl V-motor DOHC  | 2979 cm³      | 330-350 hk | Direktinsprutning, biturbo         |
| Ghibli S      | 6-cyl V-motor DOHC  | 2979 cm³      | 410-430 hk | Direktinsprutning, biturbo         |
| Ghibli Trofeo | 8-cyl V-motor DOHC  | 3799 cm³      | 580 hk     | Direktinsprutning, biturbo         |